# Incision de Pfannenstiel

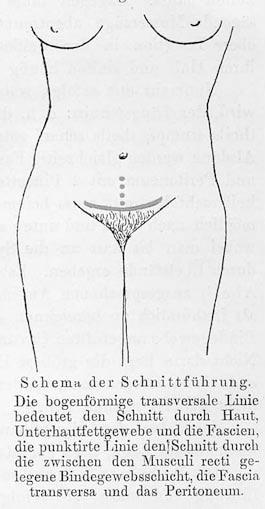
Première description de l'incision de Pfannenstiel.

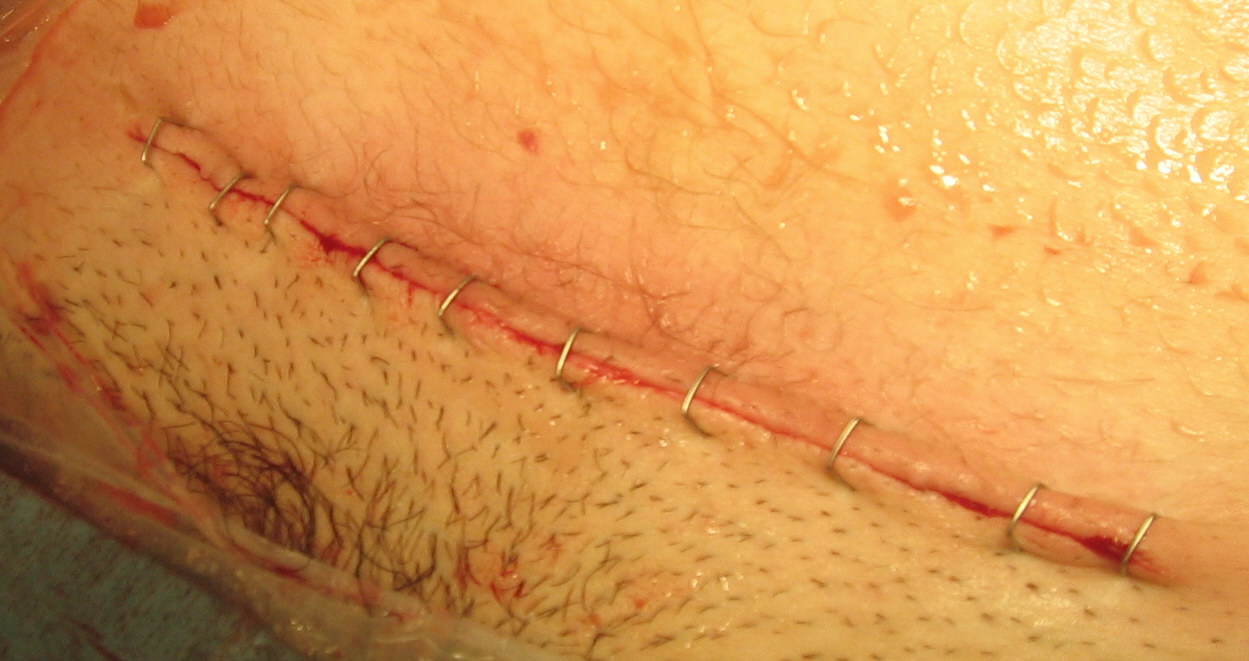
Une incision de Pfannenstiel, pour une césarienne, fermée avec des agrafes chirurgicales. L'aspect supérieur du pubis et des poils pubiens est visible en bas de l'image.

Une incision de Pfannenstiel (/pfɑːnεnʃti:l/) ou incision de Kerr ou incision de Pfannenstiel-Kerr  ou incision pubienne est un type d'incision chirurgicale qui permet d' accéder à l'abdomen. Elle est utilisée pour les chirurgies gynécologiques et orthopédiques, et c'est la méthode la plus courante pour effectuer des césariennes au XXIe siècle. Cette incision est également utilisée dans les interventions Stoppa pour les chirurgies orthopédiques pour traiter les fractures pelviennes.
L'incision de Pfannenstiel offre une vue large du bassin central mais limite l'exposition au bassin latéral et à l'abdomen supérieur, facteurs qui limitent l'utilité de cette incision pour la chirurgie des cancers gynécologiques.
Cette incision est communément appelée « incision de la ligne du bikini. » Les indications courantes pour cette incision sont l'accouchement obstétrical et le traitement d'une hernie. Elle est souvent utilisée de préférence à d'autres types d'incision pour des raisons esthétiques car la cicatrice sera cachée par les poils pubiens. L'incision ne déforme pas le nombril et guérit plus rapidement que l'incision verticale traditionnelle.
Le chirurgien coupe sur une ligne généralement horizontale (légèrement incurvée) juste au-dessus de la symphyse pubienne. La peau et la graisse sous-cutanée sont soulevées du fascia musculaire droit, en direction de la tête. Cela permet d'accéder à la ligne médiane inférieure du fascia de la paroi abdominale antérieure. Le fascia est coupé verticalement pour séparer les muscles droits et pénétrer dans l'abdomen.

## Étymologie et histoire
Bien que Pfannenstiel signifie « manche de poêle » en allemand, le nom de l'incision Pfannenstiel ne vient pas de la forme ou de l'emplacement de l'incision. Il a pour origine le nom de famille de Johannes Pfannenstiel (en), le gynécologue allemand qui a inventé la technique en 1900.
Au Royaume-Uni, l'incision a été popularisée par Munro Kerr (en) qui l'a utilisée pour la première fois en 1911, donc dans les pays anglophones on l'appelle parfois incision Kerr ou l'incision Pfannenstiel – Kerr. Kerr a publié ses résultats en 1920, proposant que cette méthode causerait moins de dommages aux zones vascularisées de l'utérus que l'opération classique. Il a affirmé qu'elle était meilleure que l'incision utérine longitudinale en termes de risques de rupture de cicatrice et de blessures aux vaisseaux.

## Voir également
- Césarienne du segment inférieur (en)